# Eriogonum crocatum
Eriogonum crocatum är en slideväxtart som beskrevs av Anstruther Davidson. Eriogonum crocatum ingår i släktet Eriogonum och familjen slideväxter. Inga underarter finns listade i Catalogue of Life.